# جورج فراي
جورج فراي (بالفرنسية: Georges Frey)‏ هو عازف كمان ‏ فرنسي، ولد في 2 أغسطس 1890 في ميلوز في فرنسا، وتوفي بنفس المكان في 7 أكتوبر 1975.